# Snarensvend
Snarensvend var en dansk fregat, bygget senest 1637, som deltog i en lang række flådeoperationer i årene 1637-58. 
Skibet var således en del af den eskadre, som i 1637 under ledelse af Nikkel Helmer Kock var udsendt for at hindre den polske toldopkrævning ved Danzig, og som i den forbindelse erobrede de to polske orlogsskibe, der skulle varetage denne. 
Senere (ca. 1640-42) benytte Nikkel Kock skibet som toldvisitørskib ved den norske kyst. 
I forbindelse med Roskildefreden i marts 1658 måtte Danmark afstå det norske landskab Bohuslen med grænsefæstningen Bohus til svenskerne. Derfor bjergede man så meget at det værdifulde fæstningsudstyr som muligt for at føre dette til København. Snarensvend var et af de skibe, der blev benyttet hertil.
I slutningen af august 1658 sejlede skibet af sted med sin last. Undervejs lagde man ind til Kronborg. Imidlertid havde svenskerne nu brudt freden, og en lille svensk styrke gik i land om morgenen den 28. august og sneg sig om bord på skibet, overrumplede besætningen, satte sejl og satte kurs mod Sverige. Så snart man fra Kronborg blev klar over at skibet var faldet i fjendens hænder, blev det beskudt af fæstningens kanoner, som ramte det under vandlinjen, hvorefter det begyndte at synke. 
Et forsøg af svenskerne at sætte skibet på grund for at bjærge den værdifulde last mislykkedes, og det sank på 20 meter vand. Skibet er det eneste, der nogensinde er blevet sænket af Kronborgs kanoner.
En skibsliste fra 1652 i Rigsarkivet giver følgende oplysninger om skibet: 
Dimensioner:
- Længde: 52 1/2 alen – 31,9 meter
- Dybgang: 4 3/4 alen – 2,9 meter
- Bredde: 10 1/2 alen – 7,6 meter

Bestykning: Skibet havde 36 kanonporte, fordelt på 2 dæk. Det havde 30 kanoner om bord, fordelt på:
- 16 stk. 10-pundige
- 10 stk. 6-pundige
- 4 stk. 4-pundige

Besætningen var på 80 personer, fordelt på:
- 52 officerer og matroser
- 20 navigatører
- 8 soldater

Vraget af Snarensvend ligger stadig i Øresund, hvor skibet står ret på kølen og stikker ca. 3-4 meter op fra bunden. Vraget har været genstand for flere autoriserede og uautoriserede bjærgninger af effekter fra skibet. Der findes således morterer og andre genstande fra Snarensvend på Orlogsmuseet, Tøjhusmuseet og på Helsingør Kommunes Museer.